# Georg Truchseß von Wetzhausen

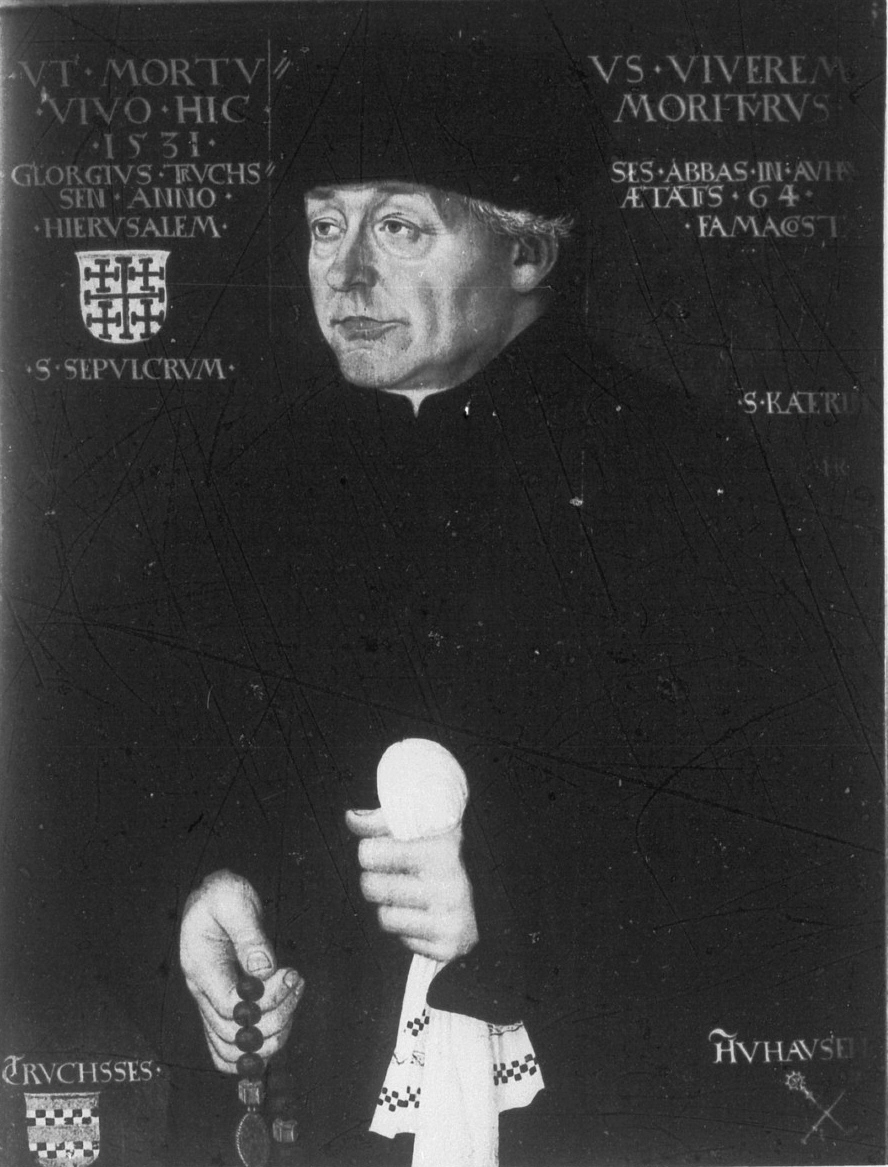
Georg Truchseß von Wetzhausen

Georg Truchseß von Wetzhausen (* 1465; † 1552 in Eichstätt) war der letzte Abt des Klosters Auhausen an der Wörnitz.

## Herkunft und Familie
Georg Truchseß entstammte der Dachsbacher Linie der Truchsessen von Wetzhausen und wurde laut Johann Gottfried Biedermann als Sohn von Jakob Truchseß zu Wetzhausen, sowie seiner Gattin Susanna geb. von Wilhelmsdorf geboren. Gemäß dieser Genealogie war der Speyerer Domdekan und Humanist Thomas Truchseß von Wetzhausen († 1523) sein Bruder; Martin Truchsess von Wetzhausen († 1489), 34. Hochmeister des Deutschen Ordens, sein Onkel (Bruder des Vaters). Zwei seiner Vettern bekleideten ebenfalls hohe Ämter im Deutschen Orden, nämlich Georg Truchseß von Wetzhausen (Großkomtur in Preußen) und Jobst Truchseß von Wetzhausen († 1524, Landkomtur von Österreich). Deren Bruder Erhard Truchseß von Wetzhausen († 1519) amtierte als Domdekan in Eichstätt.

## Leben und Wirken
Am 4. Januar 1488 immatrikulierte sich Georg Truchseß von Wetzhausen an der Universität Ingolstadt; zu dieser Zeit war er bereits Mönch im Kloster Münchsteinach. Nach dem Studium unternahm er 1493 mit anderen eine Pilgerreise ins Heilige Land. In Jerusalem wurde er feierlich in den Orden vom Heiligen Grab aufgenommen; das Jerusalemkreuz ist an vielen seiner späteren Stiftungen zu finden.
Nach Münchsteinach zurückgekehrt, wurde er 1495 trotz weitreichender Unterstützung des Ansbacher Markgrafen nicht zum Nachfolger des dortigen Abtes gewählt; man fürchtete ihn als „fromm und streng“. Als ebenfalls 1495 Abt Wilhelm von Wülzburg starb, wollte der Markgraf Friedrich II. Georg Truchseß dort als Abt sehen, jedoch wurde er auch hier nicht gewählt. Vier Jahre später, im Herbst 1499, gelang es dem Markgrafen endlich, Georg Truchseß mit Auhausen eine Abtei zu verschaffen. Nach der Bestätigung durch den Bischof von Eichstätt legte Georg Truchseß am 23. Oktober 1499 seinen Eid ab.

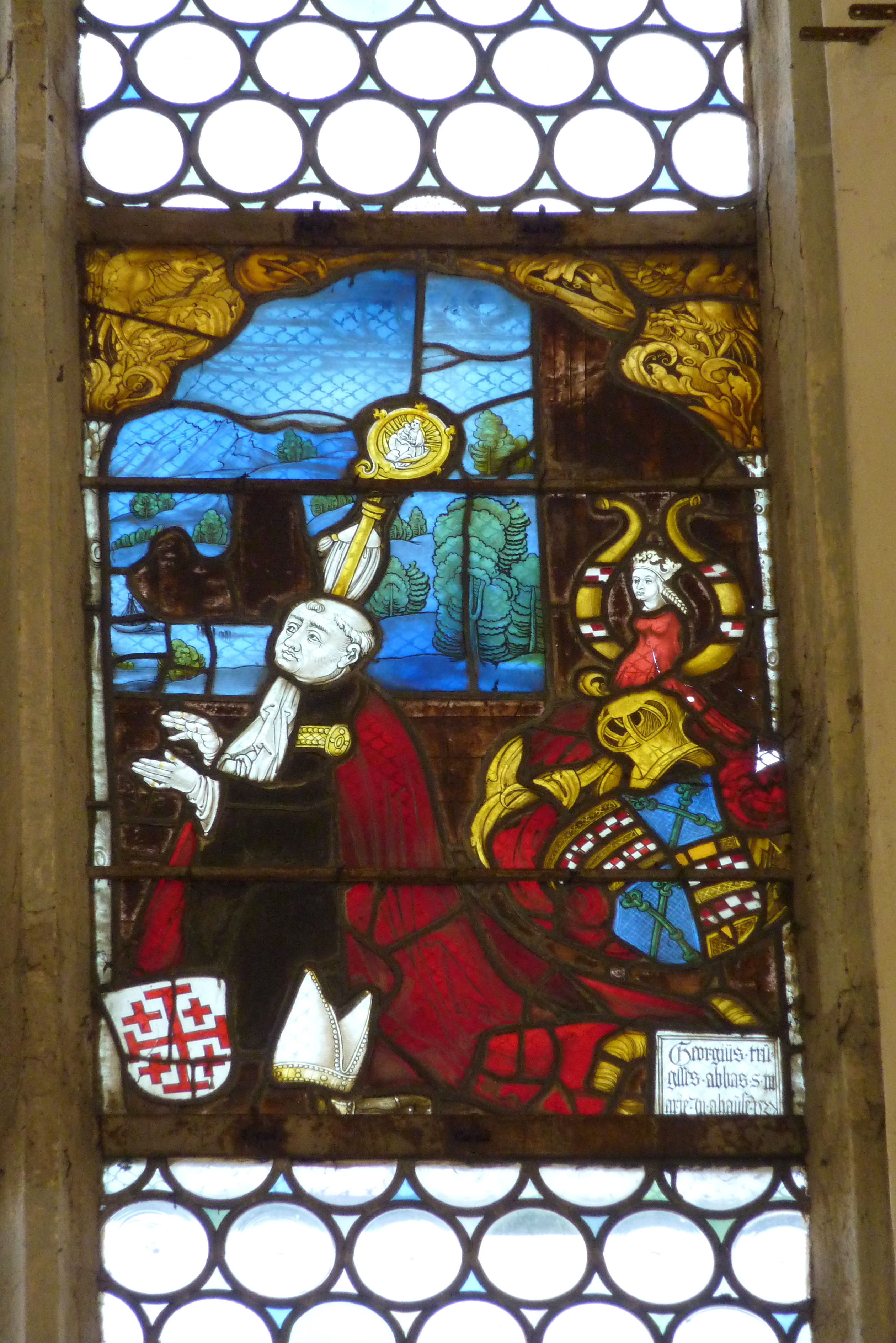
Georg Truchseß von Wetzhausen auf einem 1527 gestifteten Glasfenster in St. Maria (Auhausen)

In den Folgejahren galt es für den neuen Abt, sowohl gegenüber dem Markgrafen als auch dem Konvent gegenüber sich zu bewähren. Dies gelang ihm: Einerseits konnte er dem Markgrafen erhebliche Abgaben entrichten und andererseits das Kloster erweitern und mit Geräten, Kunstwerken und einer Bibliothek ausstatten. Gastfreundschaft und Geselligkeit des Abtes sprachen sich herum; u. a. ließen sich Humanisten aus Nürnberg bei ihm sehen. Seinen Sinn für die bildenden Künste konnte er in vielen Spielarten umsetzen. Der Klosterkirche gab er 1519 einen neuen Chor, für den er ab 1513 von Hans Leonhard Schäufelein neue Altartafeln malen 1519 von Melchior Schabert ein neues Chorgestühl schnitzen ließ, und baute in der Kirche drei Kapellen neu aus und fügte neue Seitenkapellen hinzu. Sie wurden mit buntem ornamentalen Rankenwerk ausgemalt. Ab 1503 baute er das Kloster aus und errichtete einen neuen, gewölbten Kreuzgang. Um ihn herum ließ er das Dormitorium, das Refektorium, eine Krankenstube, das Kapitelhaus und die Bibliothek neu errichten. Dazu kamen noch neue Wirtschaftsgebäude und eine zweifache Ummauerung der Klosteranlage. Auch außerhalb seines Klosters betätigte er sich als Bauherr bzw. Ausstatter von Kirchen. Zu seinen Kunstschätzen gehörten auch Graphiken und Gemälde weltlicher Motive sowie künstlerische Gebrauchsgegenstände wie Becher und böhmische und venezianische Gläser.
Innerhalb seines Konventes kristallisierten sich bald Opponenten heraus, gegen die er sich durchzusetzen wusste. Trotz seiner Strenge verdoppelte sich die Zahl der Mönche seines Konvents. 1524 durfte er in Nürnberg den Vorsitz des Provinzialkapitels der Benediktiner führen.
Als markgräflicher Rat und Statthalter führte der Abt vielerorts Verhandlungen und weilte auf Reichstagen.
Nach 25-jähriger Tätigkeit brachte der Bauernkrieg für den erfolgreichen Abt schlagartig grundlegende Änderungen. Sein Kloster erlitt Verluste und Zerstörungen an Gebäuden und dem wertvollen Inventar, während er sich mit den Mönchen nach Schloss Neuenmuhr in Sicherheit gebracht hatte. Danach brachte die Einführung der Reformation unter Markgraf Georg das Fortbestehen des Klosters in Gefahr. Zwar erreichte er im Oktober 1530 noch einen kaiserlichen Schutzbrief für sich und sein Kloster, ging aber am 25. November 1530 aus dem Kloster in die Bischofsstadt Eichstätt – nur vorübergehend, wie er sich  mehrmals dem Markgrafen gegenüber rechtfertigte. Die Rückkehrverhandlungen scheiterten jedoch, da er in der Angelegenheit der neuen Kirchenordnung nicht nachzugeben bereit war.
In Eichstätt genoss er das Wohlwollen des Bischofs Gabriel von Eyb, zu dessen Tafelrunde er gehörte. Unter dessen Nachfolger Moritz von Hutten erhielt er im Dominikanerkloster eine ständige Zufluchtsstätte. Hier stiftete er im Mönchschor ein Sakramentshaus, eine Nachbildung des Sakramentariums seines Klosters, die Loy Hering ausführte. Zu dessen Füßen wurde er bestattet. Die Grabplatte – eine Kopie der als solche nie genutzten Grabplatte in der Klosterkirche Auhausen, für Eichstätt abgeändert – war 1970 noch vorhanden, scheint aber inzwischen abgegangen zu sein.